# Opéra (quartier de Marseille)
Pour les articles homonymes, voir Opéra (homonymie).

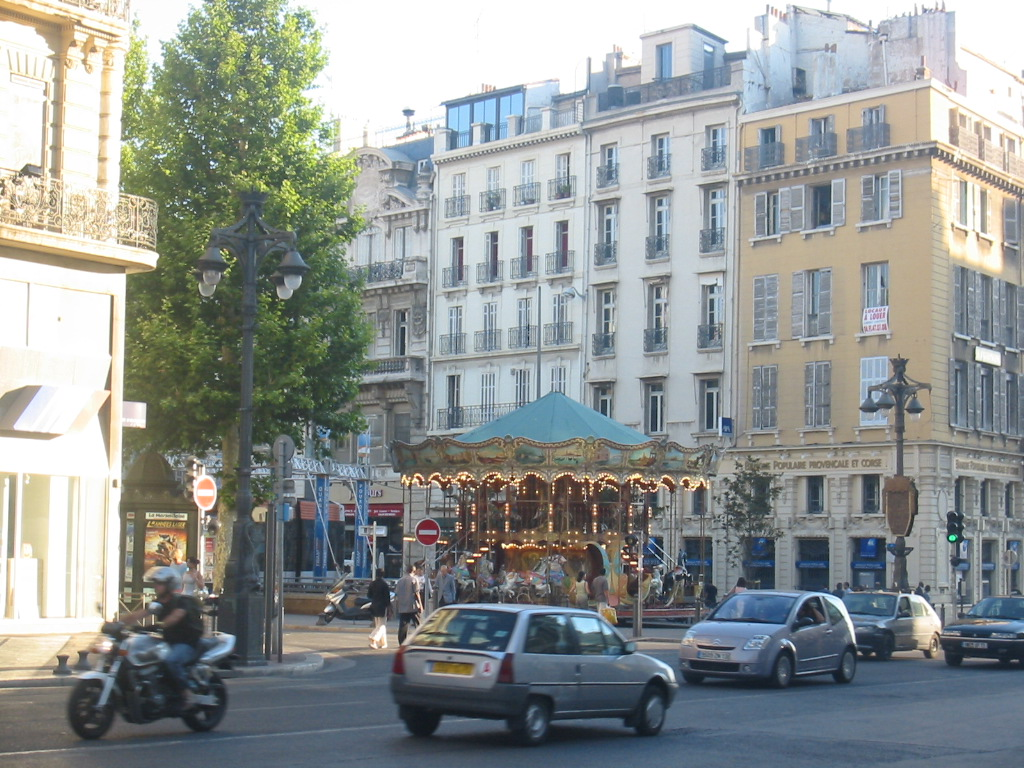
Place du Général de Gaulle

L'Opéra est un quartier du 1er arrondissement de Marseille situé non loin du Vieux-Port. Ce quartier contient l'Opéra municipal qui a été construit sur l'ancien « Grand-Théâtre », le Palais de la Bourse et le début de la rue Saint-Ferréol sa rue piétonnière et ses boutiques. 

## Limites du quartier
Le quartier administratif de L'Opéra, au sens du décret no 46-2285 du 18 octobre 1946 qui a délimité les 111 quartiers de Marseille, est limitrophe de plusieurs quartiers des 1e, 2e et 7e arrondissements : Belsunce, Hôtel-de-Ville,Noailles, Palais de Justice, Préfecture et Saint-Victor,.
Il est délimité au nord par le bassin du Vieux Port et la Canebière, à l'est, la rue Saint-Ferréol, au sud, la rue Grignan, et à l'ouest, la rue Fort-Notre-Dame.

## Desserte
Le quartier est traversé par la ligne de métro   , elle dessert l'arrêt Vieux Port.
Le quartier est également desservi par les lignes de bus             N1  de la RTM.